# Marlborough Fault System

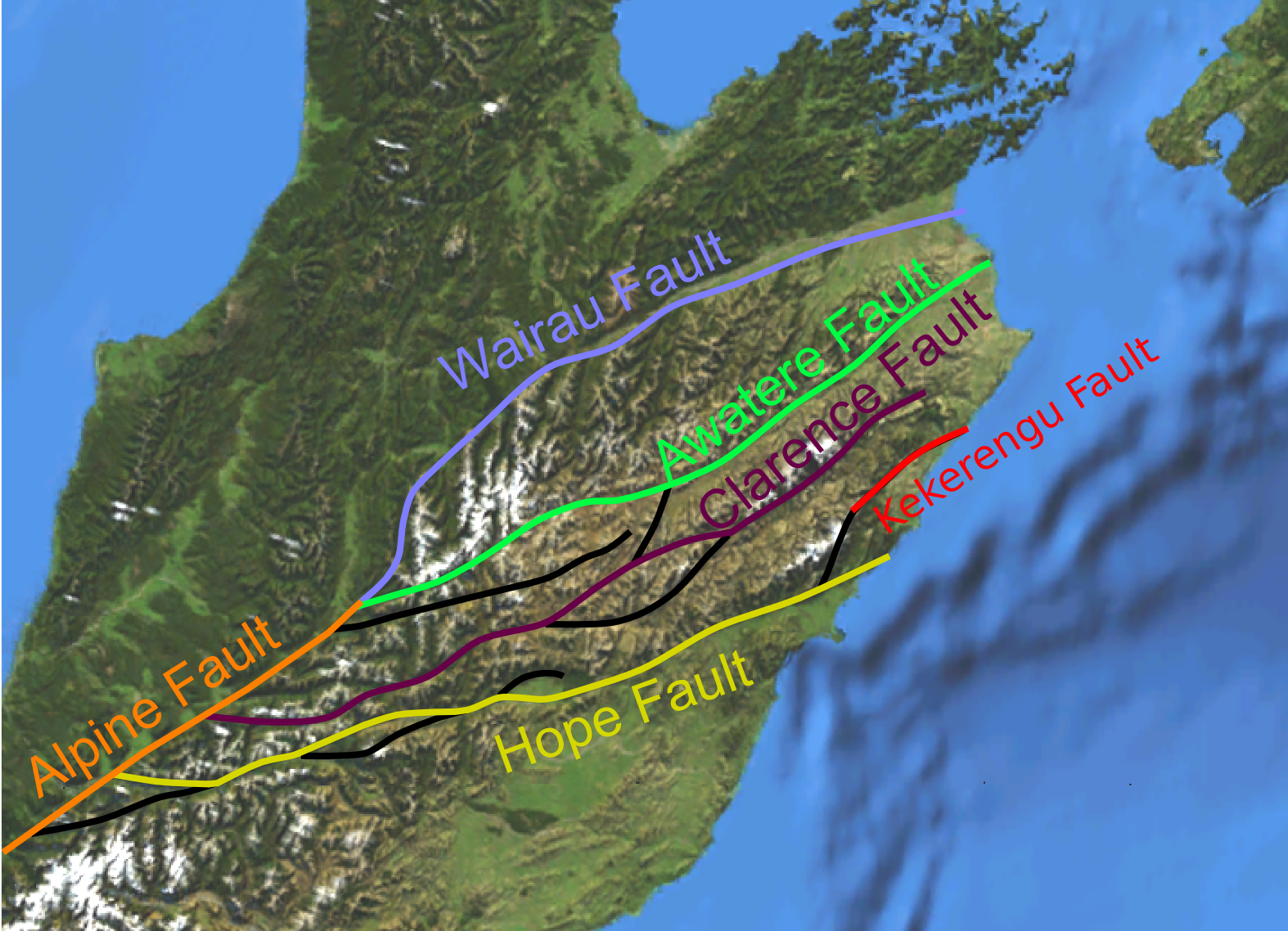
Mapa systemu uskoków Marlborough

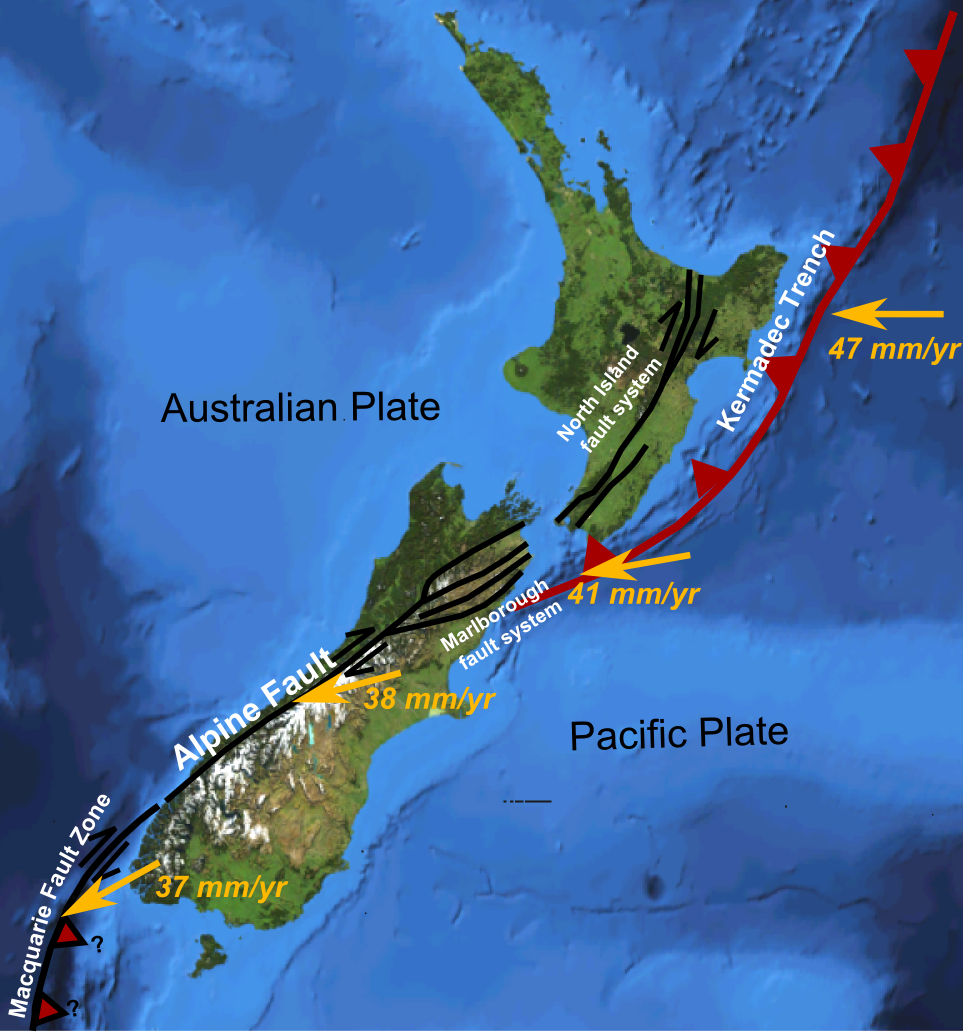
Aktywne uskoki w Nowej Zelandii z zaznaczonymi wektorami przemieszczania się płyty pacyficznej względem australijskiej

Marlborough Fault System – system uskoków tektonicznych, złożony z czterech głównych uskoków dekstralnych (prawoprzesuwczych), położonych na Wyspie Południowej w Nowej Zelandii, które przesuwają się pomiędzy głównym uskokiem transformacyjnym płyty tektonicznej na granicy uskoku alpejskiego i rowu Kermadec, które razem tworzą granicę pomiędzy płytą indoaustralijską a pacyficzną .

## Geometria
System uskoków Marlborough składa się z czterech głównych uskoków przesuwczych: Awatere, Clarence, Hope i Wairau, które razem przenoszą przesunięcia związane z ruchem zachodzącym na granicy płyty tektonicznej. Pozostałe mniejsze uskoki rozchodzą się od głównych uskoków i powodują odkształcania skorupy ziemskiej między nimi, np.: uskoki Newtona i Hura na zachodnim krańcu uskoku Hope i Jordana wypiętrzyły pasmo górskie Kaikoura Ranges. Ponadto uskoki przesuwcze w tej strefie powodują obracanie się struktur tektonicznych w prawo, od czasów wczesnego pliocenu struktury obróciły się o 20° .

## Rozwój
System uskoków Marlborough zaczął się tworzyć około 5 milionów lat temu we wczesnym pliocenie pod wpływem zachodzących ruchów płyty tektonicznej. Nowy wektor płyty charakteryzował się skośnym kierunkiem względem uskoku alpejskiego powodując schodzenie się uskoków .

## Uskoki

### Główne uskoki

#### Uskok Awatere
Uskok Awatere składa się z dwóch części: Molesworth na południowym zachodzie oraz części wschodniej położonej w północnej części uskoku Awatere. Szacowana prędkość przesuwania się części Molesworth wynosi 4,4 mm/rok. Nazwa uskoku pochodzi od Awatere River .

#### Uskok Clarence
Uskok Clarence rozpoczyna swój bieg w pobliżu uskoku alpejskiego i biegnie w kierunku zachodnim przez około 10 km, w stronę miasta Ward, gdzie nagle kończy swój bieg. Szacowana prędkość przesuwania się wzdłuż uskoku wynosi 3,5-5 mm/rok . W północnej części uskoku struktury tektoniczne zostały obrócone o 10° w prawo . Nazwa uskoku pochodzi od rzeki Clarence.

#### Uskok Hope

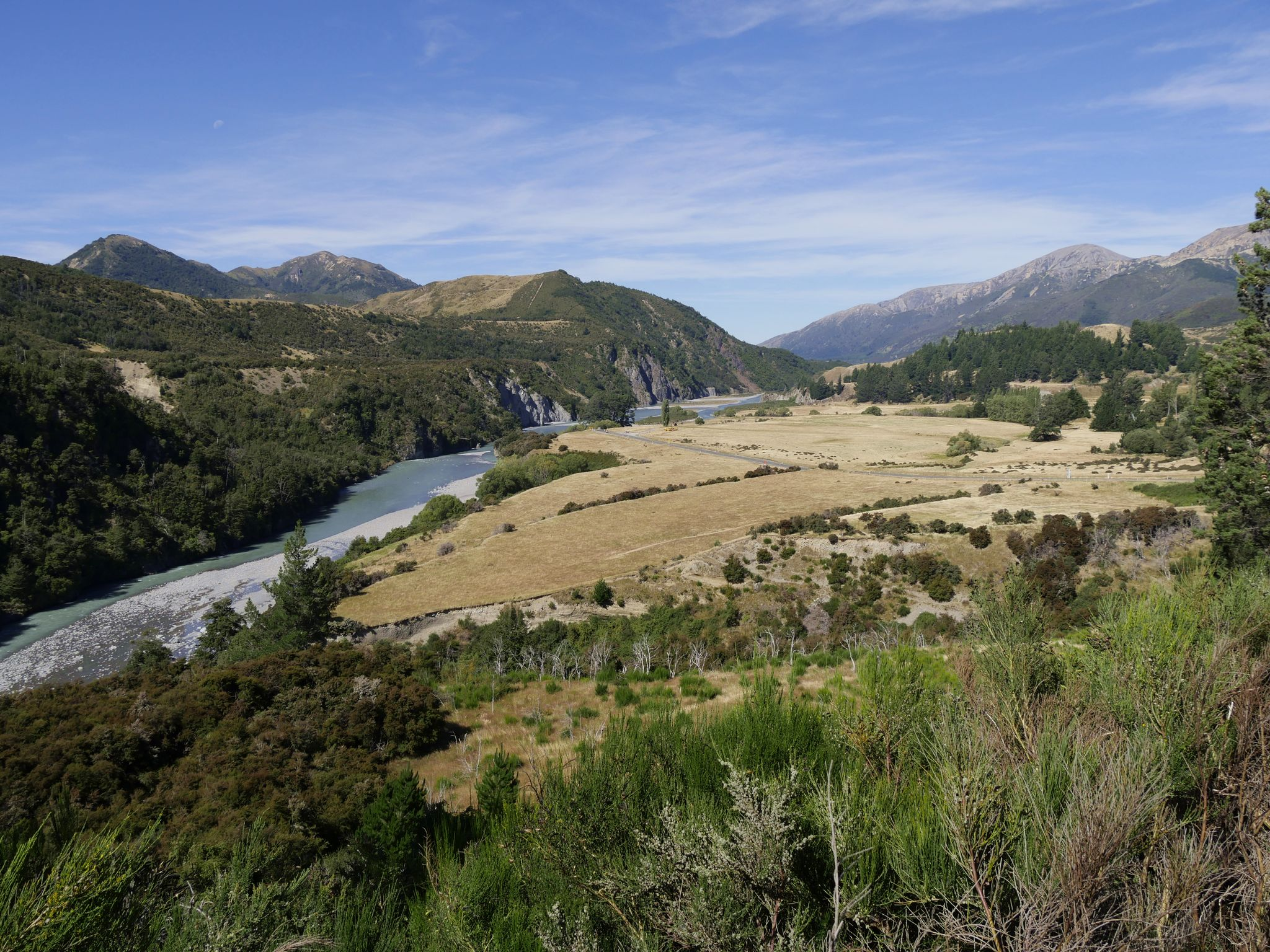
Hope River płynąca wzdłuż uskoku Hope

Uskok Hope jest najbardziej wysuniętym uskokiem na południe w systemie Marlborough. Szacowana prędkość przesuwania się wzdłuż uskoku wynosi 20-25 mm/rok. Północno-wschodni kraniec łączy się z uskokiem odwróconym Jordan i większość przemieszczeń przenoszona jest na tę strukturę tektoniczną . Uskok Hope jest ściśle związany z uskokami Jordan oraz Kekerengu. Najprawdopodobniej stanowi główną kontynuacje uskoku alpejskiego w systemie uskoków Marlborough . Nazwa uskoku pochodzi od rzeki Hope .

#### Uskok Wairau
Uskok Wairau uważany jest za kontynuacje uskoku alpejskiego w jego północnej części i określany jest również jako uskok alpejsko-Wairau. Szacunkowa prędkość przesuwania się wzdłuż uskoku wynosi 3-5 mm/rok. Nazwa uskoku pochodzi od Wairau River, która płynie wzdłuż uskoku .

### Pozostałe uskoki
Pozostałe mniejsze uskoki tworzą siatkę połączeń pomiędzy głównymi uskokami. Uskok Kekerengu jest silnie powiązany z uskokami Hope oraz Jordan, a jego południowo-wschodni kraniec prawdopodobnie łączy się z uskokiem Clarence, które przechodzą w uskok Wairarapa w Cieśninie Cooka  . Ponadto wśród mniejszych uskoków tworzących system Marlborough można wymienić uskoki: Kelly, Kakapo, Poulter i Waihopai .

## Aktywność sejsmiczna
Cały system uskoków Marlborough jest aktywny sejsmicznie. Historyczne trzęsienia ziemi na tym obszarze są odnotowywane od czasów osadnictwa europejskiego, wzdłuż uskoków: Awatere i Hope oraz mniejszego uskoku Poulter. Na podstawie badań geomorfologicznych zidentyfikowano wiele śladów trzęsień ziemi wzdłuż systemu uskoków, które miały miejsce w holocenie    .